# Päri
Päri – wieś w Estonii, w prowincji Lääne, w gminie Kullamaa. W 2006 roku wieś zamieszkiwało 37 osób.